# Compagnie des mines de Bruay
La Compagnie des mines de Bruay extrayait la houille dans le Bassin minier du Nord-Pas-de-Calais. Elle exploitait dix-huit puits de mine répartis sur huit sites de production situés à Bruay-la-Buissière, Haillicourt, Divion et Houdain.

## Historique

### Avant 1880

#### Premières recherches par la Compagnie de Béthune
Le 1er octobre 1850, Messieurs Boittelle, Quentin, Petit-Courtin et autres, ont formé une Société de recherches au capital de 30 000 francs, divisés en six parts de 5 000 francs, plus deux parts libérées. Cette Société exécute plusieurs sondages au-delà de Béthune, à Annezin, Hesdigneul, Bruay, etc. Plus tard, le 25 septembre 1851, cette Société se transforme en Société d'exploitation, sous le nom de Compagnie de Béthune, au capital de trois millions de francs représentés par 3 000 actions de 1 000 francs.
À cette époque, les Compagnies de Lens et de Vicoigne-Nœux ont déjà exécuté de nombreux sondages qui ont constaté la présence du terrain houiller dans l'espace compris entre Lens et Béthune. Cet espace est considérable et on pressent qu'il ne serait pas réparti entre deux concessions seulement. La Compagnie de Béthune vient donc prendre position entre les sondages des Compagnie de Lens et de Vicoigne-Nœux, et demande la concession d'un terrain intermédiaire entre ceux qu'elle suppose devoir être attribués à ces deux dernières Compagnies.

#### Société de recherches Leconte
Elle abandonne ses premières recherches du côté de Bruay, mais ses fondateurs forment, le 1er mars 1851, un projet d'acte pour la continuation des recherches au-delà de Béthune. Trois sondages ont été exécutés à Lozinghem, Lillers, et Burbure, sous les noms de M. Leconte et Lalou.
Ces sondages n'ont pas abouti, et le 1er septembre 1851, une nouvelle association est formée entre Messieurs Debrosses, Lalou, Leconte et autres pour de nouvelles recherches du côté de Bruay. Les fondateurs de la Compagnie de Béthune ne paraissent pas en nom dans la Société nouvelle ; leurs parts d'intérêts sont aux noms de Messieurs Lalou et Leconte.
Cette nouvelle Société est au capital de 48 000 francs, divisés en douze parts, ayant à verser chacune 4 000 francs. Le produit des recherches doit être réparti à 72 % entre les douze parts, 8 % pour soins à donner à l'affaire et 20 % pour prix de la cession des premières recherches, des avantages attachés, priorité de la demande en concession, apport des baraques, puits, baux, etc.
Cette Société exécuta quatre sondages : à Bruay, no 254, dans lequel on traverse plusieurs couches de houille, à Labussière, près Lapugnoy, no 252, où le charbon est également découvert, à Divion, no 255, qui traverse une couche de houille le 17 mai 1852 et à Grenay, no 250, qui n'a abouti à aucun résultat le 24 mai 1852.

#### Cession de la Société Leconte à la Société de Béthune
Après la découverte du charbon sur plusieurs points, la Société Leconte cède le 8 mai 1852 à la Société de Béthune tous les droits qui résultent de ses recherches, moyennant 400 actions libérées de cette dernière Compagnie, valant au jour du traité 1 000 francs plus 100 francs de prime soit 1 100 francs, soit 440 000 francs pour les 400 actions, et la faculté pour les intéressés de la Société Leconte, de souscrire au pair pour 150 des mêmes actions, soit une prime de 15 000 francs, soit un total de 455 000 francs.
Quelques jours après cette acquisition la Compagnie de Béthune constitue une Société d'exploitation des Mines de Bruay, dite Société Leconte, au capital de trois millions, représenté par 3 000 actions de 1 000 francs, lesquelles, suivant les intentions exprimées par la Compagnie de Béthune dans sa délibération du 17 avril 1852, seraient souscrites à la souche par tous les fondateurs de la Société des recherches et entreraient dans la caisse de la dite Compagnie de Béthune comme représentation de la chose cédée et des dépenses que lui occasionne la marche des travaux, pour en tirer ultérieurement le parti le plus avantageux dans l'intérêt de ses actionnaires.
L'administration des Mines de Bruay est ostensiblement entre les mains de M. Leconte, mais tout se fait réellement sous l'inspiration et par les ordres de la Compagnie de Béthune. Il en est ainsi jusqu'à la promulgation du décret du 23 octobre 1852, qui interdit aux Sociétés houillères, sous peine de retrait de leur concession, de se fusionner entre elles, ou de vendre leurs concessions sans l'autorisation du gouvernement. Les concessions de Grenay et de Bruay ne sont pas encore instituées. Il y a à craindre qu'elles ne soient pas accordées, si l'on avait su que la Compagnie de Béthune était seule propriétaire des actions de Bruay comme de celles de Béthune. Il est de toute nécessité de sortir de cette situation critique.

#### Rétrocession des actions à M. Leconte
Le 27 mars 1853, la Compagnie de Béthune rétrocède à M. Leconte, agissant comme banquier, les 3 000 actions souscrites pour elle par les fondateurs de la Société de recherches, et libérées d'après ses intentions à 400 francs, aux conditions suivantes : 1 400 000 francs à verser dans la caisse de la Compagnie de Béthune pour prime de 46 666 francs sur 3 000 actions et 1 040 000 francs, le capital de Bruay sur 2 600 actions payantes.
La Compagnie de Béthune réalise dans cette double opération un bénéfice de 1 400 000 francs moins 455 000 francs soit 945 000 francs qui entrent
dans sa caisse. Cette somme de 945 000 francs a été employée par la Compagnie de Béthune à rembourser a ses actionnaires les versements effectués sur les actions de cette Compagnie qui ont alors été émises. La Société Leconte rembourse à la Compagnie de Béthune, en même temps, 148 000 francs que cette dernière a dépensés en travaux à Bruay.

#### Statuts
La constitution de la Société de Bruay a eu lieu par acte reçu par Maître Bollet, notaire à Arras, les 14,17 et 21 mai 1852. Les comparants sont Messieurs Leconte, Lalou, Vallage et Beversez-Becquet agissant au nom de la Société de recherches. La Société d'exploitation prend la dénomination de Société Leconte.
L'apport de la Société de recherches, consistant en travaux de sondages ayant amené la découverte de la houille, en matériel et outillage, et en droit d'invention, de priorité et de demande d'une concession, est représenté par une somme de 400 000 francs, en payement de laquelle M. Leconte se réserve le droit de souscrire des actions au pair pour tout ou partie. Le capital est fixé à trois millions, représente par 3 000 actions au porteur de 1 000 francs. Les actions doivent être émises au fur et à mesure des besoins de la Société. Aucune solidarité n'existe entre les actionnaires qui ne peuvent être tenus au-delà du montant de leurs actions.
Néanmoins tout actionnaire est libre de se retirer, après avoir versé au moins 500 francs par action, en abandonnant le montant de ses mises et tous ses droits dans la Société. La Société est gérée par un conseil d'administration, composé de trois membres, nommés à vie, et qui sont désignés dans l'acte de la Société : Messieurs Leconte, Lalou et Reversez-Becquet. Lorsqu'une place d'administrateur devient vacante, les administrateurs restants nomment entre eux un nouvel administrateur. L'assemblée générale se compose de tous les propriétaires de cinq actions. Elle se réunit chaque fois que le conseil d'administration jugera convenable de la convoquer. Le 30 juin de chaque année, les écritures sont arrêtées. L'administration fixe le chiffre des dividendes. Il sera créé un fonds de réserve qui ne pourra dépasser 300 000 francs, et qui sera formé au moyen d'une retenue du quart des bénéfices de chaque année, après la répartition de 5 % du capital versé. Les actionnaires pourront chaque année nommer entre eux trois délégués chargés de prendre connaissance au siège de la Société, des comptes de l'administration.

#### Libération des actions à 400 francs
Dans la cession faite par la Société de recherches à la Compagnie de Béthune, le 8 mai 1852, il a été stipulé la constitution d'une Société d'exploitation qui a été réalisée par l'acte analysé ci-dessus des 14, 17 et 21 mai 1852, et que toutes les actions seraient souscrites à la souche par tous les fondateurs de la dite Société de recherches, et entreraient dans la caisse de la Compagnie de Béthune.
Dès le 1er décembre 1852, le conseil d'administration de Bruay décide que les actions sont complètement libérées par un versement de 400 francs alors effectué. Puis vient la rétrocession du 27 mars 1853 des 3 000 actions par la Compagnie de Béthune à M. Leconte, qui en réalise le placement successif, mais au prix de 1 000 francs au moins, ce qui a été à l'origine d'un grand procès.

#### Concession
Dès le 14 mai 1851, il est fait une demande de concession par le sieur Leconte, un an avant la constitution de la Société de Bruay, qui ne date que de mai 1852. Le décret de concession ne paraît cependant que le 29 décembre 1855, en même temps que ceux qui instituent les concessions de Marles, Ferfay et Auchy-au-Bois. Les limites comprennent une superficie de 3 809 hectares.
En 1873, la Compagnie de Bruay a entrepris quatre sondages à Gosnay, au nord, Divion et à Maisnil, au sud en vue d'une extension de concession. Ces sondages n'ont pas abouti, et la demande d'extension n'a pas été accueillie, jusqu'ici toutefois on continue le sondage de Maisnil en 1878, avec l'espoir de trouver le terrain houiller sous la formation dévonienne renversée, comme à Liévin, Bully et Drocourt.

#### Travaux
Les explorations de la compagnie de Bruay se sont opérées par seize sondages : huit exécutés de 1851 à 1854, quatre de 1864 à 1866, et quatre en 1873 à 1874. Ces quatre derniers ont pour objet de s'assurer que le terrain houiller existe au sud de la concession.
Une première fosse est ouverte à la fin de 1852 à Bruay. Les premiers travaux de fonçage commencent fin décembre 1852, et à la fin de l'année 1853, le niveau est passé à la profondeur de 77 mètres. Mais lorsqu'on a traversé les bleus, une source considérable, bouleversant le terrain qui la recouvre, envahit les travaux, ne laissant aux mineurs que le temps justement nécessaire pour se sauver. On a dû pour passer ce deuxième niveau monter quatre pompes de 46 et cinquante centimètres de diamètres disposés en deux étages, et la machine de 120 chevaux, marchant à grande vitesse a eu beaucoup de peine à vaincre les eaux. Toutefois on a pu établir la base du cuvelage à 98 mètres dans le terrain houiller le 1er juin 1854.
De nouvelles difficultés se produisent à 132 mètres ; un banc de grès houiller, situé au-dessous de deux petites veines de houille, donne de nouveau une grande quantité d'eau, qui oblige d'installer un système d'épuisement fixe, qui fonctionne encore en 1880. À Bruay comme à Marles, le terrain houiller n'est pas recouvert d'une épaisse couche de dièves, ainsi que cela a lieu dans les autres houillères du bassin. Les dièves manquent ou n'ont qu'une faible épaisseur. Cette particularité explique la rencontre, au puits no 1, de la venue d'eau à la tête du terrain houiller, dont les assises peuvent communiquer par des fissures avec le niveau proprement dit.
Le montage des appareils d'épuisement, le fonçage dans le terrain houiller plus long, plus difficile à cause de l'eau, apporte beaucoup de retards dans l'exécution de cette première fosse, qui en 1855 ne commence à produire qu'une faible quantité de houille, 2 000 tonnes. Cependant elle trouve un gisement riche et régulier et sa production s'accroît successivement, et atteint près de 53 000 tonnes en 1859, 80 000 à 90 000 tonnes de 1864 à 1868, 100 000 à 120 000 tonnes de 1869 à 1871, et de 130 000 à 160 000 tonnes de 1872 à 1878.
Cette fosse, munie d'une machine d'extraction de 250 chevaux, et d'une machine d'épuisement de 120 chevaux, alimentées par une batterie de onze générateurs ayant ensemble 1 000 mètres carrés de surface de chauffe, avec des cages à trois étages contenant six charriots, exploitant un gisement très riche et très régulier, est certainement une des fosses les plus productives du bassin. La transformation des appareils d'extraction exécutée en 1874 a coûté 321 424,34 francs.
Une deuxième fosse est ouverte en 1858. Son creusement a été des plus faciles, mais elle tombe sur des terrains très bouleversés, dans lesquels on a fait de longues et nombreuses explorations, mais sans sortir des accidents. Cette fosse n'a produit que de très faibles quantités, 344 201 hectolitres d'une houille tout à fait différente de celle du no 1, tenant seulement 15 à 20 % de matières volatiles, tandis que celle du no 1 en renferme de 35 à 40 %. Une bowette au nord, à l'étage de 252 mètres, rencontre à 300 mètres du puits, une venue d'eau assez abondante, dont l'épuisement exige la marche, jour et nuit de la machine d'extraction. Tout travail a été suspendu à cette fosse depuis 1868 après exécution d'un serrement en maçonnerie dans la galerie donnant de l'eau, La Compagnie attend pour la reprendre le résultat d'explorations entreprises par ses autres fosses.
La troisième fosse de Bruay a été ouverte en 1866, et est entrée en exploitation en 1870. Elle a rencontré un gisement très riche et très régulier, et sa bonne installation a permis de développer largement sa production qui atteint vers 1880 150 000 tonnes par an. On y a installé une machine d'épuisement semblable à celle du no 1, et un grand atelier couvert de triage et de criblage des charbons.
Le quatrième siège d'exploitation de la Compagnie de Bruay se compose de deux puits jumeaux nos 4 et 5, établis à cinquante mètres l'un de l'autre et commencés l'un en 1874, l'autre en 1875. Ils ont été creusés tous deux par le système Kind-Chaudron. La nature ébouleuse de certaines parties des terrains de la craie a obligé de recourir à des tubages avec cylindres en tôle. Le diamètre de ces puits est de 3,65 mètres à l'intérieur des collets du cuvelage en fonte. Quelques années plus tard, à l'ouverture de la fosse no 5 à Divion, le puits no 5 a été renommé 4 bis.
Un accident assez grave s'est produit dans la descente du cuvelage du no 4 dont la boîte à mousse n'a pas bien fonctionné. On a dû pour la réparer et exécuter le faux cuvelage en dessous, monter une forte machine d'épuisement avec ses pompes, et on est arrivé à remédier par des artifices particuliers à cet accident. L'établissement de ces puits a été couteux. Ainsi d'après la situation donnée dans le rapport du conseil d'administration aux actionnaires de 1878, la dépense s'élève pour le puits no 4, approfondi à 221,80 mètres dont 100,25 mètres dans le terrain houiller à 1 386 819,73 francs et pour le puits no 5, creusé avec le grand trépan à 127 mètres, à 368 515,39 francs.

#### Chemins de fer et rivage
La première fosse de Bruay entre en exploitation en 1856. Elle est à sept kilomètres du chemin de fer projeté des houillères, et à neuf kilomètres du canal d'Aire à La Bassée. Ses produits ne s'écoulent que par voitures et avec difficultés. Aussi, la Compagnie songe bientôt à se relier par un embranchement à la ligne des houillères qui a été livrée à la circulation à la fin de 1861. Elle obtient le 6 juillet 1860, un décret d'utilité publique pour l'exécution d'un embranchement aboutissant à Fouquereuil. La Compagnie a acquis les terrains et la Compagnie des chemins de fer du Nord effectue les travaux, moyennant paiement de dix annuités de 66 952,31 francs chacune.
L'établissement de ce chemin de fer a coûté 911 912,45 francs, dont 212 389,35 francs pour les terrains expropriés, 669 523,10 francs pour les travaux exécutés par la Compagnie du Nord et 30 000 francs pour l'achat d'une locomotive.
Il est livré à la circulation en 1863. Un décret du 13 octobre 1867, autorise l'établissement du raccordement de la fosse no 3. Les terrains ont été payés par expropriation, à 238,75 francs l'are, alors que leur prix vénal n'était que de 64,60 francs. Enfin, le 7 mai 1872, un troisième décret autorise la Compagnie à prolonger son embranchement de Fouquières au canal d'Aire à La Bassée, près, de Béthune, sur quatre kilomètres environ. Une propriété de vingt hectares a été achetée pour l'établissement d'un bassin d'embarquement, de voies de garage, et de dépôt de charbon, de bois, etc. Une dépense de 1 284 904,04 francs a été absorbée par la construction de ce chemin et de ce rivage. Le rivage de Béthune a permis à la Compagnie de Bruay d'étendre ses débouchés par la voie d'eau et les chiffres de ses expéditions par bateaux montrent bien l'influence heureuse qu'a eue à cet égard, la création de ce rivage.
En 1875-76, première année de l'ouverture de son rivage, il a été embarqué 233 246 hectolitres soit 19 826 tonnes. Les expéditions par eau se sont élevées en 1876-1877 à 620 077 hectolitres soit 52 106 tonnes et en 1877-1878 à 1 253 161 hectolitres soit 106 570 tonnes.
Un système de basculeur hydraulique, inventé par l'ingénieur des travaux du jour, M. Fougerat, permet de déverser directement dans les bateaux, les wagons de dix tonnes, dans un temps très court et avec très peu de frais. En 1878, la Compagnie de Bruay possède un chemin de fer de quinze kilomètres de développement, cinq locomotives, 90 wagons à houille et deux voitures de voyageurs, qui, avec le rivage de Béthune, sont repris dans son bilan, à savoir 1 413 336,30 francs pour le chemin de fer de Bruay à Fouquereuil et au rivage, 255 866,22 francs pour le matériel et 582 002,54 francs pour les terrains et le bassin du rivage, soit un ensemble de 2 251 205,06 francs.
À cette somme, Il convient d'ajouter les amortissement pratiqués annuellement sur diverses parties et qui s'élèvent au moins à 282 668,34 francs. La dépense totale est de 2 533 873,40 francs. Depuis quelque temps, la Compagnie remplace ses rails en fer par des rails en acier.

#### Procès de 1858
Le mystère qui a présidé aux opérations entre la Compagnie de Béthune et la Compagnie Leconte, et particulièrement la libération des actions de Bruay, à 400 francs, donne lieu dès la fin de 1856 et au commencement de 1857, à de violentes attaques dans un journal d'Arras, Le Progrès du Pas-de-Calais. Déjà en janvier 1855, a paru dans le même journal, un article au sujet d'un actionnaire qui n'a pas voulu prendre livraison d'actions achetées par lui, sous le prétexte qu'il ignore la libération de ces actions.
Dans une assemblée générale qui a eu lieu le 30 mars 1857, M, Leconte et les autres administrateurs de Bruay, ont bien fait approuver les actes de leur gestion ; mais ils eurent le tort de ne pas révéler les faits mystérieux qui s'étaient passés entre les deux Sociétés de Bruay et de Béthune.
Six actionnaires assignent le 18 novembre 1857, les administrateurs de Bruay devant le tribunal d'Arras, pour entendre déclarer nulle et non avenue leur délibération du 1er décembre 1852, qui libère les actions à 400 francs comme contraire aux stipulations des statuts de la Compagnie, dolosive, compromettante pour les intérêts de l'entreprise, et être condamnés à réparer le préjudice causé. Les assignés répondent que la délibération du 1er décembre 1852, est parfaitement légale ; que les acheteurs ont été avertis de la délibération, par l'estampille qui se trouve sur l'action même, etc. Enfin, les administrateurs de Bruay ont fait connaître au tribunal que, dès 1852, ils ont vendu à la Compagnie de Béthune, tous leurs droits et intérêts dans les recherches de Bruay ; que depuis cette époque, les administrateurs de la Compagnie de Béthune ont été en réalité les auteurs de tous les actes qui sont reprochés aux assignés, et notamment de la mesure de la libération des actions à 400 francs, de la formule de l'estampille et de l'émission de toutes les actions. Comme preuves à l'appui de cette révélation, ils produisent une série de pièces qui tendent à les justifier.
Le 6 juillet 1858, le tribunal d'Arras, par jugement d'avant faire droit, ordonne la mise en cause de la Compagnie de Béthune, et les actionnaires de Bruay assignent les administrateurs de Béthune, à comparaître devant le tribunal d'Arras, pour se voir condamner à intervenir dans la cause produite et à les garantir et indemniser de toutes condamnations qui pourraient intervenir. Un jugement du 31 juillet 1858, prononcé sur le fond du procès, accueille les demandes des actionnaires de Bruay, et déclare nulles et frauduleuses les délibérations des 25 novembre et 1er décembre 1852. Ce jugement renvoie en même temps devant l'un des juges les administrateurs de la Société de Bruay, pour établir le chiffre du préjudice causé à cette Société par les défendeurs, comme aussi pour établir le compte de tous les placements ou ventes d'actions, et des primes obtenues.
Il condamne aussi les administrateurs de la Compagnie de Béthune, à pleinement garantir et indemniser les demandeurs de toutes les condamnations à leur charge. Les administrateurs de Bruay ainsi que ceux de Béthune, interjettent appel de ce jugement. Un arrêt de la cour de Douai, du 4 août 1859, longuement
motivé, met à néant le jugement du tribunal d'Arras, déclare les actionnaires de Bruay, mal fondés en leurs demandes, fins et conclusions, les en déboute et les condamne aux frais du procès d'instance et d'appel. Les actionnaires de Bruay se sont pourvus en cassation contre cet arrêt, mais leur pourvoi a été rejeté par arrêt de la cour de cassation du 25 juin 1860.

#### Projet d'association avec la Compagnie de Béthune
En 1863, des pourparlers s'entament entre les conseils d'administration des Compagnies de Bruay et de Béthune, pour une association des deux entreprises, basée tant sur le cours des actions que sur le revenu actuel et probable. M. Gruner, a été consulté sur l'équité et la convenance des conditions projetées pour cette association. Dans un rapport adressé aux présidents des conseils d'administration des Compagnies de Bruay et de Béthune, M. Gruner, établissait d'après l'étendue des concessions, leur nombre de fosses, leur production, le nombre et la richesse des veines connues, les prix de revient, leurs frais généraux, la qualité des produits, que la valeur intrinsèque de Bully, étant représentée par cent, celle de Bruay, doit l'être par cinquante.
Le même rapport est fourni par la comparaison du chiffre des dividendes distribués dans le cours des cinq derniers exercices,
à savoir de 995 000 francs ou de 370 francs par action pour Bully et de 564 000 francs ou de 186 francs par action de Bruay. L'actif immobilisé des deux Sociétés est alors de 4 209 000 francs pour Bully ou 100, et de 1 926 700 francs pour Bruay soit 46. D'un autre côté, le cours des actions est dans le rapport de trois à un.
En résumé, M. Gruner dit :
« La valeur relative, réelle des deux entreprises doit être comprise entre les deux rapports 100 à 50 et 100 à 33 qui correspondent, l'un a la force productive et l'autre au cours des actions. La moyenne entre ces deux rapports serait 100 à 41,5. Or, c'est la précisément le rapport que réalise le projet d'association.

En accordant 9 000 actions de 1 000 francs à Bully, soit 9 000 000 francs, et 3 000 actions de valeur similaire pour Bruay, soit 3 000 000 francs plus 250 francs en argent ou obligation à chaque action de Bruay, le rapport des deux entreprises serait comme 3 000 à 1 250 francs, ou 100 à 41,7.

Je crois donc pouvoir donner mon entière adhésion au projet en question ; je crois les intérêts respectifs convenablement sauvegardés. »
Ce projet de fusion ne s'est pas réalisé ; on manque de détails au sujet du refus de la Compagnie de Bruay de l'accepter, refus qui parait indiqué dans le rapport à l'assemblée générale de la Compagnie de Béthune, du 19 octobre 1863.

#### Gisement
À Bruay, le terrain houiller est recouvert par une épaisseur de morts terrains qui varie dans les divers puits de 100 à 137 mètres. Seulement il n'existe que peu ou point de dièves au-dessous du niveau d'eau de la craie, de sorte que le cuvelage doit se continuer jusqu'à la tête du terrain houiller, dans lequel est assise sa base. Aussi, les travaux d'exploitation fournissent une certaine quantité d'eau, dont l'épuisement a obligé de monter deux machines d'épuisement.
Le gisement, quoiqu'interrompu par quelques petites failles, est un des plus réguliers du bassin. Il comprend une série d'au moins vingt couches de houille exploitables, dont plusieurs sont même très épaisses relativement et ont 1,20, 1,50, 1,80 et même 2,50 mètres, et d'une faible inclinaison, 12 à 15°. Ces couches sont réparties entre trois faisceaux ; un supérieur, exploité par la fosse no 3, un autre intermédiaire, reconnu à la fosse no 1, et un inférieur rencontré par la fosse no 2. La houille des deux premiers faisceaux est une houille à longue flamme, se rapprochant du Flénu, et dont la teneur en matières volatiles varie de 35 à 45 %. Celle du faisceau inférieur ne renferme que 15 à 20 % de matières volatiles ; c'est encore une houille grasse, mais à courte flamme, et pouvant servir à la fabrication du coke. Par la richesse des couches, leur régularité, le gisement de Bruay est d'une exploitation facile et très productive.
Si l'épaisseur de la formation houillère explorée, n'est à Bruay qu'environ la moitié et les deux cinquièmes des épaisseurs explorées à Lens et à Bully-Grenay, la richesse en houille n'est pas inférieure à celle constatée dans ces dernières concessions. La puissance moyenne des couches est même supérieure, puisqu'elle dépasse un mètre.

#### Production
La fosse no 1, commencée en 1852, entre en exploitation à la fin de 1855. Sa production s'élève successivement d'année en année. Elle est de 2 125 tonnes en 1855, 27 038 tonnes en 1856, 44 389 tonnes en 1857, 51 772 tonnes en 1858, 52 860 tonnes en 1859, 41 597 tonnes en 1860, 59 086 tonnes en 1861, 61 571 tonnes en 1862, 83 040 tonnes en 1863, 80 421 tonnes en 1864, 81 556 tonnes en 1865, 84 452 tonnes en 1866, 96 633 tonnes en 1867, 96 620 tonnes en 1868 et 114 196 tonnes en 1869.
La fosse no 2, ouverte en 1858, n'a produit, que de très faibles quantités dans la période de 1860 à 1868. Tombée sur un gisement extrêmement accidenté, on n'y a effectué que des travaux préparatoires, jusqu'en 1868, année où tout travail y a été suspendu. La faible production, 344 201 hectolitres, de ses travaux préparatoires, est comprise dans les chiffres donnés ci-dessus.
Une troisième fosse, ouverte en 1866 et entrée en exploitation en 1870, est venue, apporter son contingent à l'augmentation de la production, qui est montée successivement à 141 812 tonnes en 1870, 148 106 tonnes en 1871, 200 485 tonnes en 1872, 210 562 tonnes en 1873, 233 489 tonnes en 1874, 259 688 tonnes en 1875, 276 854 tonnes en 1876, 309 023 tonnes en 1877 et 348 706 tonnes en 1878. La production totale est de 3 106 087 tonnes depuis la création jusque 1878. Les chiffres de production de 309 023 et 348 706 tonnes des deux dernières années ont été obtenus avec deux fosses seulement. C'est un magnifique résultat réalisé pour la Compagnie de Bruay.

#### Emprunts
La Compagnie de Bruay a libéré ses actions à 400 francs et, déduction faite des actions attribuées à ses fondateurs, elle n'a réalisé sur son capital que 1 040 000 francs, somme bien insuffisante pour la création d'une houillère.
Jusqu'en 1863, la Compagnie a pu faire marcher son entreprise, avec ses bénéfices, et même distribuer des dividendes, mais elle ne dispose que d'un fonds de roulement insuffisant de 81 000 francs, ainsi que le signale le rapport de M. Gruner. Aussi, malgré l'avance par la Compagnie du Nord, pour l'exécution du chemin de fer de 669 523,10 francs, le conseil d'administration se fait autoriser par l'assemblée générale du 12 avril 1863, à contracter un emprunt de 600 000 francs en obligations de 200 francs, rapportant dix francs d'intérêt annuel et remboursables à 220 francs. Il n'a pu être réalisé que jusqu'à concurrence de 150 000 francs.
Dans le courant de l'année 1865, il a été emprunté 600 000 francs en obligations de 500 francs, rapportant 25 francs et remboursables à 540 francs. En 1867, il est fait un nouvel emprunt de 600 000 francs en obligations de 200 francs, rapportant dix francs d'intérêt annuel et remboursable à 230 francs. Les emprunts et annuités sont de 2 019 523,10 francs.
D'après la notice publiée par la Compagnie de Bruay, à l'occasion de l'exposition de 1878, le montant des emprunts, sous forme d'obligations ou d'annuités serait de 2 182 606,20 francs de sorte que le capital réellement versé par les actions et les emprunts serait de 3 222 606,20 francs. Au 30 juin 1878 il ne reste à rembourser sur les emprunts que 321 000 francs au titre du solde de l'emprunt de 1867.

#### Dépenses de premier établissement
Le tableau ci-contre donne les bilans de la Compagnie de Bruay, au 30 juin de chacune des années 1862, 1868, 1871, 1875, 1878, extraits des rapports du conseil d'administration aux actionnaires.
Les amortissements successifs de certains travaux font que les bilans ne donnent pas complètement les dépenses faites pour le premier établissement. Mais en les décomposant, on arrive cependant à avoir, d'une manière assez précise, le chiffre total de ces dépenses au 30 juin 1878 : 1 229 406,40 francs pour la fosse no 1, 861 414,42 francs pour la fosse no 2, 936 583,13 francs pour la fosse no 3, 1 386 819,13 francs pour la fosse no 4 et 368 515,39 francs pour la fosse no 5 (futur 4 bis), soit un cumul de 4 188 739,07 francs.
Le chemin de fer de Fouquereuil a coûté 1 248 969,36 francs, et celui de Fouquereuil au rivage 1 284 904,04 francs, soit un cumul de 2 533 813,40 francs. Les cités ouvrières ont coûté 1 419 021,20 francs. Enfin, le fonds de roulement, comprenant caisse, portefeuille, charbon et marchandises en magasin est de 1 057 568,80 francs, soit un total de 9 799 802,47 francs.
Ce chiffre, de près de dix millions, ne comprend pas certaines dépenses, telles que sondages, frais généraux et frais divers antérieurs à la mise en exploitation ; de plus, ainsi qu'il a été dit précédemment, il a été fait des amortissements successifs sur certains travaux, sur le matériel et l'outillage, qui s'élèvent déjà au 30 juin 1875, à 2 875 505,87 francs. Il est donc très notablement inférieur à la totalité des dépenses faites pour la mise en valeur de la concession de Bruay.
En effet, dans une notice, distribuée aux membres de la Société de l'industrie minérale, lors du congrès de 1876, Jules Marmottan, président du conseil de Bruay, estime qu'à la date du 30 juin 1875, l'installation des quatre puits, les terrains, les maisons, les écoles, les ateliers, l'outillage, le chemin de fer, le bassin du rivage, y compris le fonds de roulement à cette date, etc., n'ont pas demandé moins de 13 657 521,52 francs.
La notice de la Compagnie de Bruay, publiée à l'occasion de l'exposition de 1878, ajoute au chiffre ci-dessus, pour dépenses du 1er juillet 1875 au 30 juin 1877 1 803 783,47 francs. Le total des dépenses faites au 30 juin 1877 est de 15 461 304,99 francs.
La production des mines de Bruay, a été, en 1878, de 348 706 tonnes. Le capital engagé dans les mines comprend donc à 4,43 millions par 100 000 tonnes, ou à 44 francs par tonne de houille extraite. En admettant que les travaux, actuellement exécutés, permettent à la Compagnie de Bruay, d'extraire annuellement 450 000 tonnes, le capital engagé serait encore de près de 3,5 millions par 100 000 tonnes, ou 35 francs par tonne de houille produite.

#### Valeur des actions
Les actions de 1 000 francs ont été libérées en décembre 1852, après versement de 400 francs. Après le rachat, en 1853, de toutes les actions par M. Leconte, à la Compagnie de Béthune, il en réalise le placement successivement au prix de 1 000 francs au minimum, et plus. Dès la fin de cette année 1853, elles se vendent 1 100 francs et 1 250 francs à la fin de 1854, et 1 300 à 1 500 francs en 1855. En 1859, après la répartition d'un deuxième dividende de 60 francs, le prix de vente des actions s'élève à 1 800 francs. Il se maintient à ce prix en 1861.
La situation financière de la Compagnie étant mauvaise, la nécessité de recourir à un emprunt, fait tomber les actions, en 1863, au pair et même en dessous. C'est à cette époque qu'ont eu lieu les pourparlers pour une fusion avec Bully. Une délibération du 13 août 1863 autorise un emprunt de 600 000 francs. La souscription n'atteint que 150 000 francs. En 1868, les actions ne valent encore que 1 225 francs. Les découvertes de la fosse no 3, en 1869, font rechercher les actions de Bruay, qui atteignent, dans une adjudication publique, le prix de 1 800 francs, et s'élèvent, au commencement de 1870, à 2 800 francs.
Après la guerre, lorsque le prix des charbons s'élève, la valeur des actions de Bruay, comme du reste celle de toutes les Compagnies houillères, monte à des prix extraordinaires. Ainsi elles sont cotées 3 150 francs en octobre 1872, 5 500 francs en janvier 1873, 8 500 francs en août 1873, 7 600 francs en janvier 1874, 11 800 francs en août 1874, 11 800 francs en janvier 1875 et 17 000 francs en mars 1875. Ce dernier prix est le maximum qui ait été atteint. Avec la baisse des houilles, la valeur des actions descend à 12 150 francs en janvier 1876, 8 800 francs en juillet 1876, 7 650 francs en janvier 1877 et 7 000 francs en juillet 1877. Elles remontent à 8 000 francs en janvier 1878, et oscillent, pendant cette année, entre ce prix et celui de 7 000 francs. En novembre 1879, elles se vendent à la Bourse de Lille à 8 000 francs.

#### Dividendes
Le premier dividende est distribué en 1857 : il était de trente francs par action. D'autres dividendes ont été distribués en 1858, 1859 et 1860, et, d'après un rapport du conseil d'administration aux actionnaires, du 5 novembre 1861, il a été distribué en totalité, depuis l'origine jusqu'au 30 juin de cette année 1861, 510 000 francs de dividendes, soit 170 francs par action. Un dividende de 48 francs, en obligations, est distribué sur l'exercice 1860-61. En 1861-62, il n'y a pas eu de dividende. Le dividende de l'exercice 1862-63 a été de quarante francs. Il a été pour chacun des exercices 1863-64 à 1866-67 de cinquante francs. Il s'élève en 1861-68 à soixante francs, 70 francs en 1868-69, 80 francs en 1869-70 et 85 francs en 1870-71.
Avec les hauts prix qu'atteignent les houilles, le dividende s'accroît successivement à 140 francs en 1871-72 et à 280 francs en 1872-73. Il monte, dans les trois exercices 1873-74 à 1875-76 à 350 francs et redescend dans les trois exercices suivants 1876-77, 1877-78 et 1878-79 à 220 francs. Sur les chiffres ci-dessus, il y a à déduire le droit de timbre des actions et l'impôt de 3 % sur les dividendes qui ne sont pas acquittés par la Compagnie de Bruay, contrairement à ce qui se passe dans la plupart des autres Compagnies houillères du Nord. Ainsi, le coupon de dividende de 110 francs, est réduit du fait de cet impôt et du timbre des actions, à 106,70 francs pour les actions nominatives et à 99,05 francs, pour les actions au porteur.

#### Prix de revient
M. Gruner, dans un rapport de 1853, donne les prix de revient brut, abstraction faite des frais généraux et des frais divers, des mines de Bruay, de 1854 à 1862. Ces prix ont varié dans les limites de 60 à 90 centimes l'hectolitre, ou de 7,05 à 10,60 francs la tonne. Les ingénieurs des mines établissent les prix de revient des années 1873 et 1874, de la manière suivante : en 1873, l'extraction est de 210 562 tonnes, les dépenses ordinaires de 2 191 298,74 francs par tonne soit 10,44 francs par tonne, et les dépenses de premier établissement de 788 909,01 francs soit 3,74 francs par tonne. En 1874, l'extraction est de 233 489 tonnes, les dépenses ordinaires de 2 791 748,53 francs soit 11,95 francs par tonne, et les dépenses de premier établissement de 1 281 649,86 francs soit 5,51 francs par tonne.
Les prix de revient ci-dessus sont des maximums. Ils s'appliquent à des années pendant lesquels les prix de vente sont excessifs, la main d'œuvre très recherchée et exigeante.

#### Prix de vente
Une note, publiée par la Compagnie de Bruay, en 1873, donne les prix moyens de vente du charbon tout venant pendant les neuf exercices 1863 à 1872. Ces prix sont de 15,50 à 15,70 francs de 1863 à 1866. Ils montent en 1866-67 à 18,30 francs. Ils sont encore en 1867 et 1868 de 17 francs, mais ils descendent en 1869 et 1872 à quinze francs. D'après les rapports des ingénieurs des mines, les prix de vente moyens ont été de 14,63 francs la tonne en 1869, quinze francs en 1872, 21,15 francs en 1873, 17,20 francs en 1874, 19,56 francs en 1875, de seize francs en 1877 et 14,68 francs en 1878.
La Compagnie de Bruay produit des charbons très gailleteux recherchés par le chauffage domestique, et dont le prix de vente est notablement supérieur à celui de la plupart des autres houillères de la région.

#### Renseignements divers
Les rapports de l'ingénieur de mines, sur l'ensemble des houillères du Pas-de-Calais en 1877 et 1878, fournissent les indications suivantes pour Bruay : en 1877, l'extraction est de 309 023 tonnes, dont 3 768 tonnes de gros, 298 482 tonnes de tout-venant, et 6 773 tonnes d'escaillage. La production immobilisée est de 24 811 tonnes dont 17 759 tonnes consommées à la mine, et 7 052 tonnes dans les autres foyers. La vente est de 288 095 tonnes dont 71 968 tonnes dans le Pas-de-Calais et 78 573 tonnes dans le Nord, et 137 554 tonnes en dehors de la région. 288 095 tonnes ont été expédiées, dont 9 913 tonnes par voitures, 89 895 tonnes par bateaux, et 188 287 tonnes par wagons.
En 1878, l'extraction est de 348 561 tonnes, dont 1 834 tonnes de gros, 339 639 tonnes de tout-venant, et 7 088 tonnes d'escaillage. La production immobilisée est de 23 359 tonnes dont 15 971 tonnes consommées à la mine, et 7 388 tonnes dans les autres foyers. La vente est de 327 009 tonnes dont 69 299 tonnes dans le Pas-de-Calais et 104 874 tonnes dans le Nord, et 152 836 tonnes en dehors de la région. 327 009 tonnes ont été expédiées, dont 8 774 tonnes par voitures, 111 868 tonnes par bateaux, et 206 367 tonnes par wagons.
Bruay a expédié par la voie d'eau 29 % de sa production en 1877 et 32 % en 1878, ainsi que 61 % de sa production par voie ferrée en 1877, et 59 % en 1878.
| Année | Ouvriers du fond | Ouvriers du jour | Ensemble |
| ----- | ---------------- | ---------------- | -------- |
| 1869  | 581              | 107              | 668      |
| 1871  | 656              | 148              | 804      |
| 1872  | 784              | 172              | 956      |
| 1877  | 1 465            | 273              | 1 738    |
| 1878  | 1 483            | 309              | 1 792    |

| Année   | Fond | Fond et jour |
| ------- | ---- | ------------ |
| 1869    | 203  | 171          |
| 1871    | 225  | 184          |
| 1872    | 255  | 209          |
| 1877    | 211  | 177          |
| 1878    | 235  | 194          |
| Moyenne | 226  | 193          |

#### Ouvriers et production par ouvrier
La notice publiée par la Compagnie de Bruay, à l'occasion de l'Exposition, donne des renseignements intéressants, sur le nombre et la répartition des ouvriers occupés dans ses deux fosses en exploitation. Ils sont repris dans le tableau ci-contre :
La production annuelle d'un ouvrier à la veine, a varié de 603 à 696 tonnes, en moyenne 644 tonnes, et celle de tous les ouvriers du fond, de 181 à 235 tonnes, en moyenne 212 tonnes. En admettant 280 jours de travail dans l'année, la production moyenne par jour a été par ouvrier à la veine de 2,30 tonnes et par ouvrier du fond 780 kilogrammes.
| Année | Salaires totaux | Salaires par ouvrier |
| ----- | --------------- | -------------------- |
| 1869  | 651 015         | 965                  |
| 1871  | 849 907         | 1 017                |
| 1872  | 1 073 176       | 1 122                |
| 1877  | 2 117 290       | 1 218                |
| 1878  | 2 126 771       | 1 187                |

#### Salaires
Le rapport du conseil d'administration à l'assemblée générale des actionnaires de 1875, donne les chiffres ci-dessous pour le salaire moyen annuel de tous les ouvriers
des mines de Bruay : 1 304 francs en 1873-74 et 1 331 francs en 1874-75. Il constate en même temps moins de travail de la part de l'ouvrier. D'un autre côté, les rapports des ingénieurs des mines, fournissent les chiffres suivants :

#### Maisons d'ouvriers
Comme toutes les houillères du Pas-de-Calais, Bruay a dû appeler un grand nombre d'ouvriers du dehors, et leur procurer des logements. Déjà, en 1861, cette Société a construit 130 maisons.
Ce nombre a été augmenté chaque année, et, en 1878, elle possède 559 maisons qui, avec leurs dépendances et leurs écoles, ont coûté 1 419 621,20 francs. Chaque logement revient donc en moyenne, à 2 600 francs environ. Les cités ouvrières sont toutes établies à Bruay, village dont la population, qui n'est en 1852, que de 700 habitants, est vers 1880 de 4 000 âmes. La Compagnie de Bruay possède donc une maison pour 600 tonnes de houille extraite annuellement, et pour trois ouvriers occupés dans ses travaux. En admettant que chaque famille fournit 1,7 ouvriers, Bruay logerait dans ses 559 maisons, 950 ouvriers, sur 1 738 qu'elle occupe, soit 54 %.

#### Institutions humanitaires
En outre des logements loués à un prix très bas, les ouvriers reçoivent gratuitement le charbon nécessaire à leur chauffage. Une salle d'asile, des écoles et un ouvroir ont été installés pour l'instruction des enfants et sont fréquentés par 1 176 élèves. Jusqu'en 1873, la caisse de secours est alimentée par une retenue de 3 % sur les salaires des ouvriers, et une cotisation de la Compagnie. Depuis, cette dernière a supprimé la retenue et s'est chargée de tous les frais de la caisse. Dès 1867, il a été établi une Société coopérative, pour fournir à bas prix aux ouvriers, les objets de consommation. La vente se fait au comptant, et le bénéfice est réparti au prorata des consommations, après prélèvement de l'intérêt à 5 % du capital actions qui n'est que de 8 500 francs. Cette institution produit de bons résultats.

### Après 1880
En 1890, la Compagnie des mines de Bruay emploie 3 600 hommes, 275 enfants et 122 femmes, ce qui permet de produire 877 000 tonnes. En 1897, la production a atteint 1 500 000 tonnes grâce à 4 580 hommes, 900 enfants et 156 femmes.
En 1910, 8 457 hommes au fond et 2 029 au jour permettent la production de 2 500 000 tonnes de houille.
Durant la Première Guerre mondiale, les Allemands ne sont pas parvenus à envahir la concession, ce qui a permis à la compagnie de produire 2 081 000 tonnes en 1914, 3 143 000 tonnes en 1915, 3 325 000 tonnes en 1916 et 4 504 000 tonnes en 1917. En 1918, la Compagnie emploie 20 505 ouvriers, dont 16 139 au fond, et 4 366 au jour.
En 1934, la Compagnie produit 2 961 000 tonnes de charbon et 86 691 tonnes de Carbolux. Quatre ans plus tard, elle produit 3 161 000 tonnes de charbon, et 230 000 tonnes de Carbolux. Elle emploie alors 16 157 personnes. En 1939, la Compagnie possède un lavoir central, une usine de distillation à basse température (Carbolux), une usine à boulets, une centrale électrique à Labuissière, 160 kilomètres de chemin de fer, un rivage à Béthune, 389 maisons et un hôpital.

## Les fosses

### Fosseno1- 1 bis
Puits no 1
50° 28′ 50″ N, 2° 32′ 54″ E
1852 - 1930
Puits no 1 bis
50° 28′ 50″ N, 2° 32′ 57″ E
1888 - 1930

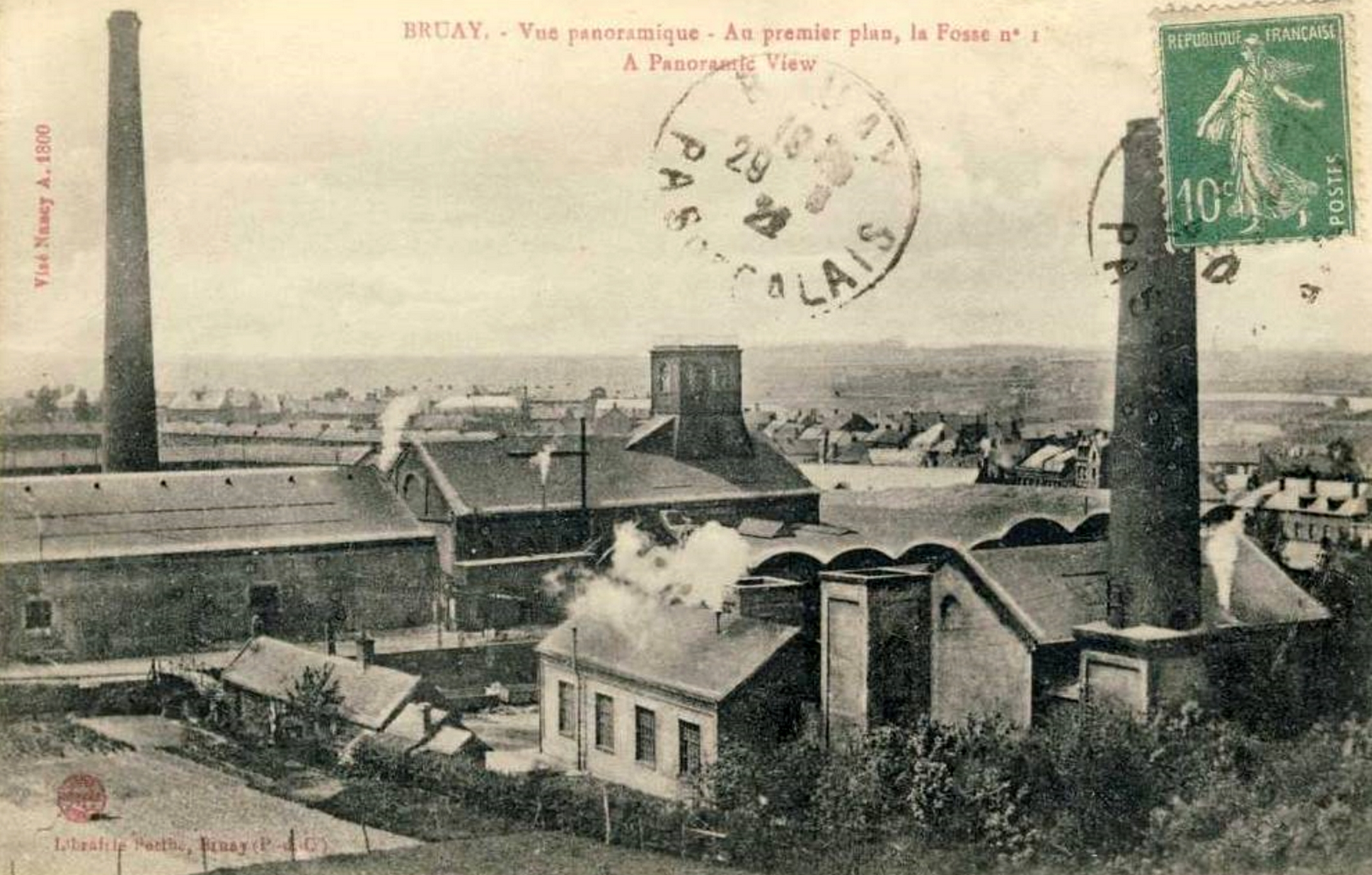
La fosse no 1 - 1 bis.

Le fonçage du puits débute en décembre 1852 à Bruay-la-Buissière. Lorsque le puits atteint la profondeur de 53 mètres, une venue d'eau considérable envahi les travaux, les mineurs ont juste le temps de se sauver. Le terrain houiller est atteint, après bien des efforts, à la profondeur de 98 mètres en 1854. À 132 mètres de profondeur, en continuant l'approfondissement du puits, de nouvelles venues d'eau importantes se produisent. L'exploitation ne commence qu'en 1855. En 1858, 2 000 hectolitres par jour sont produits. Un second puits, le 1 bis, est adjoint en 1888.
Le puits no 1 bis, profond de 351 mètres, est remblayé en 1929. L'extraction cesse en 1930. Le puits no 1, d'une profondeur de 466 mètres est remblayé en 1932. Les têtes des puits nos 1 et 1 bis sont matérialisées, ce qui permet leur surveillance par le BRGM.

### Fosseno2
50° 29′ 19″ N, 2° 32′ 59″ E
1858 - 1957

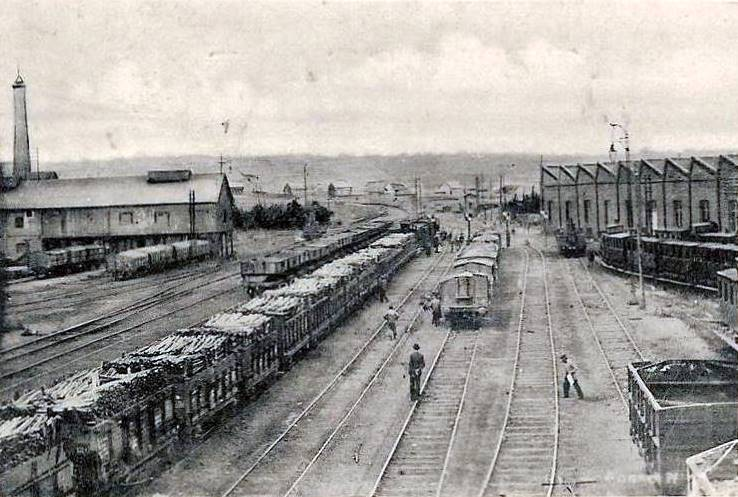
La fosse no 2 au début du XXe siècle.

Le fonçage d'un second puits pour la Compagnie débute le 27 avril 1858, à Bruay,. D'importantes venues d'eau obligent l'abandon des travaux en 1868. La fosse est reconstruite en 1890 afin de servir d'aérage au puits no 2 bis.
L'extraction cesse en 1956, le puits no 2, profond de 257 mètres, est remblayé en 1957. La tête du puits no 2 est matérialisée, ce qui permet sa surveillance par le BRGM.

### Fosseno2bis
50° 28′ 49″ N, 2° 35′ 05″ E
1903 - 1957

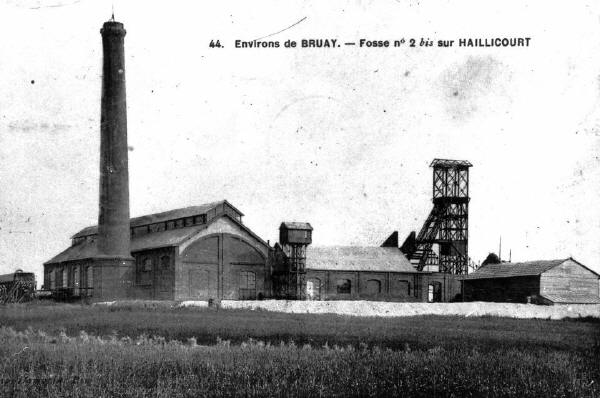
Fosse no 2 bis vers 1910.

Le fonçage du puits no 2 bis débute en décembre 1903 à Haillicourt,. Le siège est opérationnel en 1907. Le puits est profond de 336 mètres, et a un diamètre de 4,50 mètres. Il s'agit d'un puits d'extraction, l'aérage est assuré par la fosse no 2.
L'extraction cesse en 1956. Le puits no 2 bis, profond de 336 mètres, est remblayé en 1957. La tête du puits no 2 bis est matérialisée, ce qui permet sa surveillance par le BRGM.

### Fosseno3- 3 bis - 3 ter
Puits no 3
50° 29′ 04″ N, 2° 31′ 35″ E
1866 - 1966
Puits no 3 bis
50° 29′ 03″ N, 2° 31′ 33″ E
1891 - 1966
Puits no 3 ter
50° 29′ 07″ N, 2° 31′ 32″ E
1916 - 1966

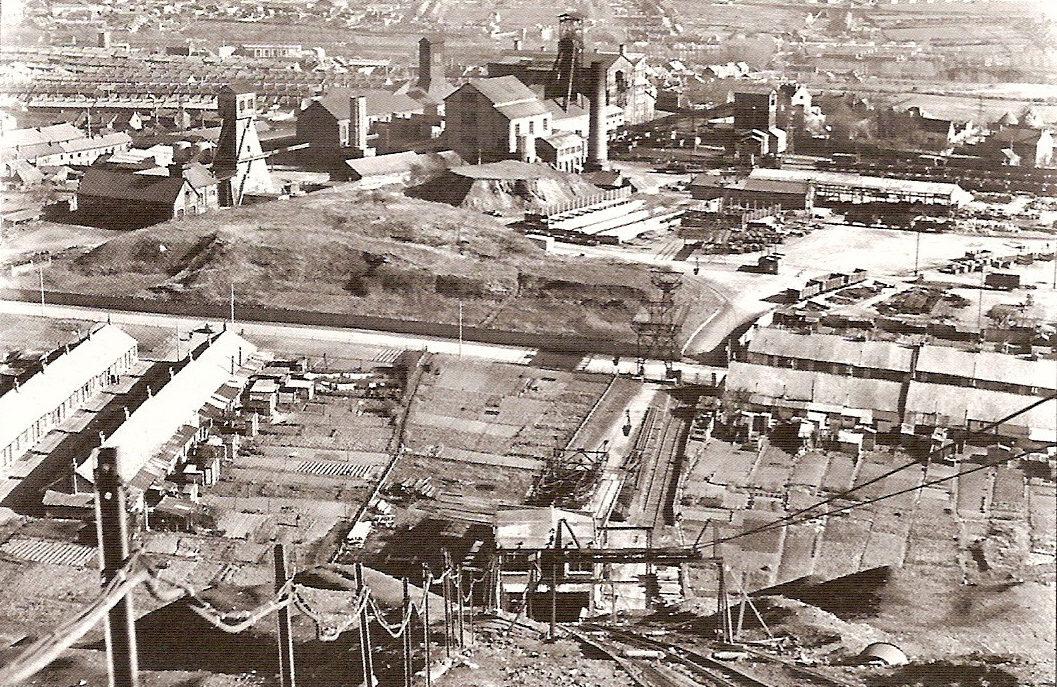
La fosse no 3 de la Compagnie des mines de Bruay.

Le fonçage du puits no 3 débute le 27 octobre 1866, à Bruay-la-Buissière. La production débute en mars 1870. Le puits a d'abord un diamètre de 4,30 mètres, puis 4,50 mètres, et enfin 5,20 mètres. La profondeur est de 620 mètres. Le puits no 3 bis est ajouté à partir de juin 1891, il est profond de 836 mètres, le puits no 3 ter, profond de 108 mètres, est ajouté à partir de juin 1916.
L'extraction cesse en 1966, après que la fosse a produit 53 600 000 tonnes depuis sa mise en production en 1870. C'est la fosse qui a le plus produit dans le bassin minier. Le puits no 3, profond de 620 mètres, est remblayé en 1967, le puits no 3 bis, profond de 836 mètres l'est en 1970. Le puits no 3 ter est quant à lui conservé afin d'assurer l'aérage et le service de la fosse no 2 bis - 2 ter du Groupe d'Auchel. Les chevalements des puits nos 3 et 3 bis sont respectivement abattus en 1970 et 1971. Le puits no 3 ter, profond de 708 mètres est remblayé en 1972. Le chevalement du puits no 3 ter, en béton, est dynamité le 21 février 1975. Les têtes des puits nos 3, 3 bis et 3 ter sont matérialisées, ce qui permet leur surveillance par le BRGM.

### Fosseno4- 4 bis - 4 ter
Puits no 4
50° 28′ 35″ N, 2° 32′ 43″ E
1874 - 1955
Puits no 4 bis
50° 28′ 34″ N, 2° 32′ 45″ E
1875 - 1958
Puits no 4 ter
50° 28′ 32″ N, 2° 32′ 43″ E
1919 - 1970

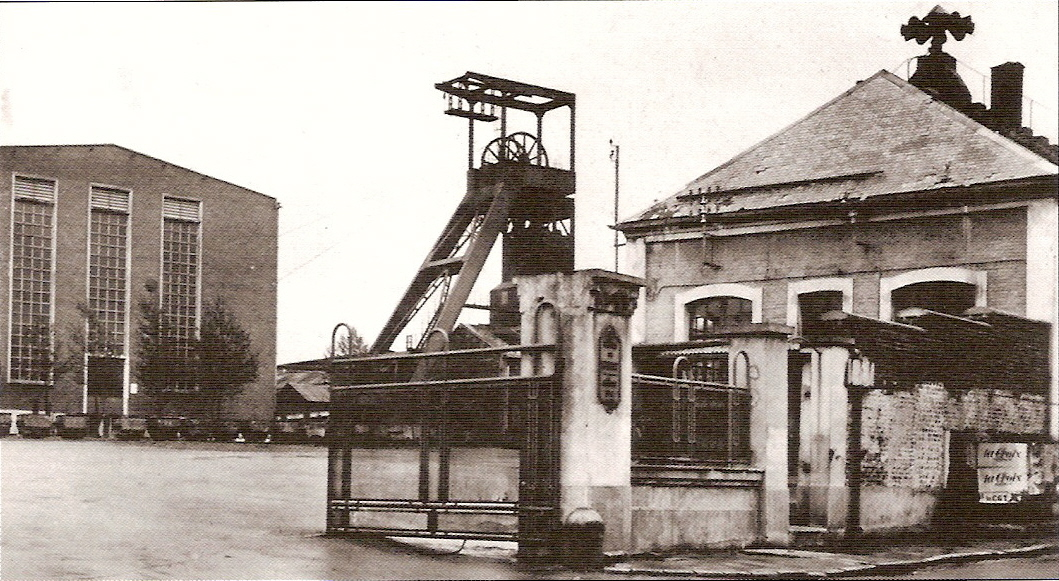
Fosse n° 4 ter vers 1960.

La fosse no 4, sise à Bruay, est composée de deux puits jumeaux, établis à cinquante mètres l'un de l'autre. Le puits no 4 est commencé en juin 1874 et permet à la fosse d'être productive seulement en 1881. Les travaux du puits no 4 bis ont débuté en juillet 1875. Le puits no 4 ter est ajouté en 1919.
Le puits no 4, d'une profondeur de 492 mètres, est remblayé en 1955. Le puits no 4 bis, profond de 615 mètres est quant à lui remblayé trois ans plus tard. Le puits no 4 ter assure la descente du personnel de la fosse no 6 - 6 bis - 6 ter jusqu’en 1970. Profond de 874 mètres, il est remblayé en 1972. Le chevalement est détruit le 4 octobre 1973. Les têtes des puits nos 4, 4 bis et 4 ter sont matérialisées, ce qui permet leur surveillance par le BRGM.

### Fosseno5- 5 bis
Puits no 5
50° 28′ 34″ N, 2° 31′ 24″ E
1889 - 1969
Puits no 5 bis
50° 28′ 35″ N, 2° 31′ 26″ E
1892 - 1969

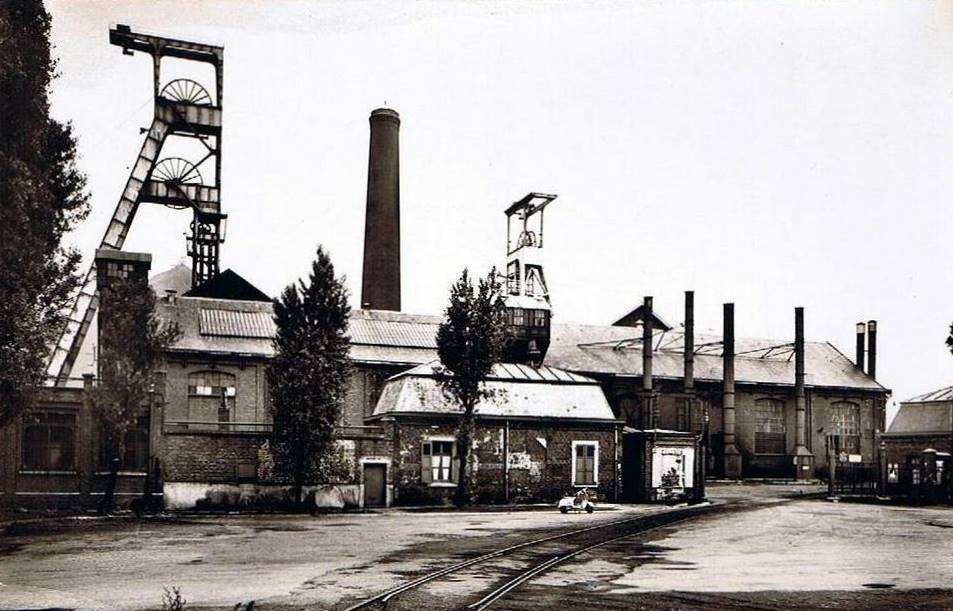
Fosse no 5 des mines de Bruay à Divion.

Le puits no 5 est entrepris à partir de mai 1889 à Divion. Le puits no 5 bis est commencé en 1892, la fosse est productive à partir de 1898. En 1901, le puits no 5 ter, destiné à servir d'aérage, est construit sur un carreau, plus au sud de la fosse.
L’extraction cesse en 1969. La production totale de la fosse depuis son ouverture s'élève à 30 159 000 tonnes. Les puits nos 5 et 5 bis, respectivement profonds de 950 et 787 mètres sont remblayés en 1971. Les têtes des puits nos 5 et 5 bis sont matérialisées, ce qui permet leur surveillance par le BRGM.

### Fosseno5ter
50° 28′ 07″ N, 2° 31′ 13″ E
1901 - 1969
Les travaux du puits no 5 ter débutent en 1901, à Divion. Le puits assure uniquement l'aérage, et ne possède pas de chevalement. Le puits no 5 ter, profond de 787 mètres est remblayé en 1971, en même temps que les puits nos 5 et 5 bis. La tête du puits no 5 ter est matérialisée, ce qui permet sa surveillance par le BRGM.

### Fosseno6- 6 bis - 6 ter
Puits no 6
50° 27′ 53″ N, 2° 34′ 00″ E
1909 - 1982
Puits no 6 bis
50° 27′ 52″ N, 2° 33′ 58″ E
1919 - 1982
Puits no 6 ter
50° 27′ 54″ N, 2° 34′ 02″ E
1915 - 1982

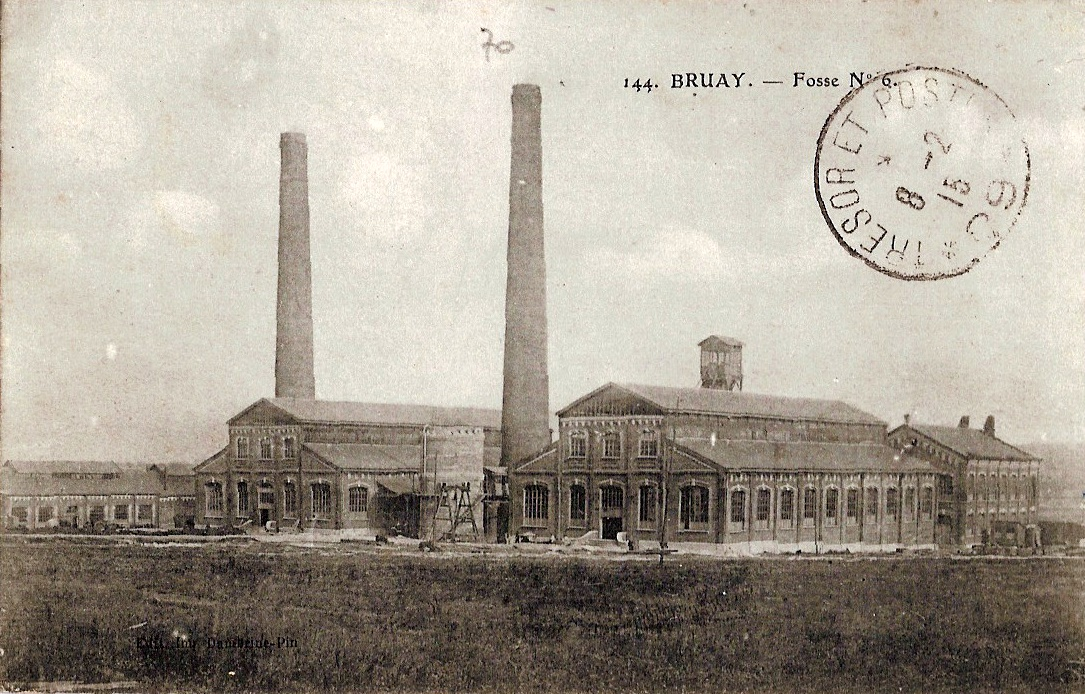
La fosse no 6 le 6 février 1915.

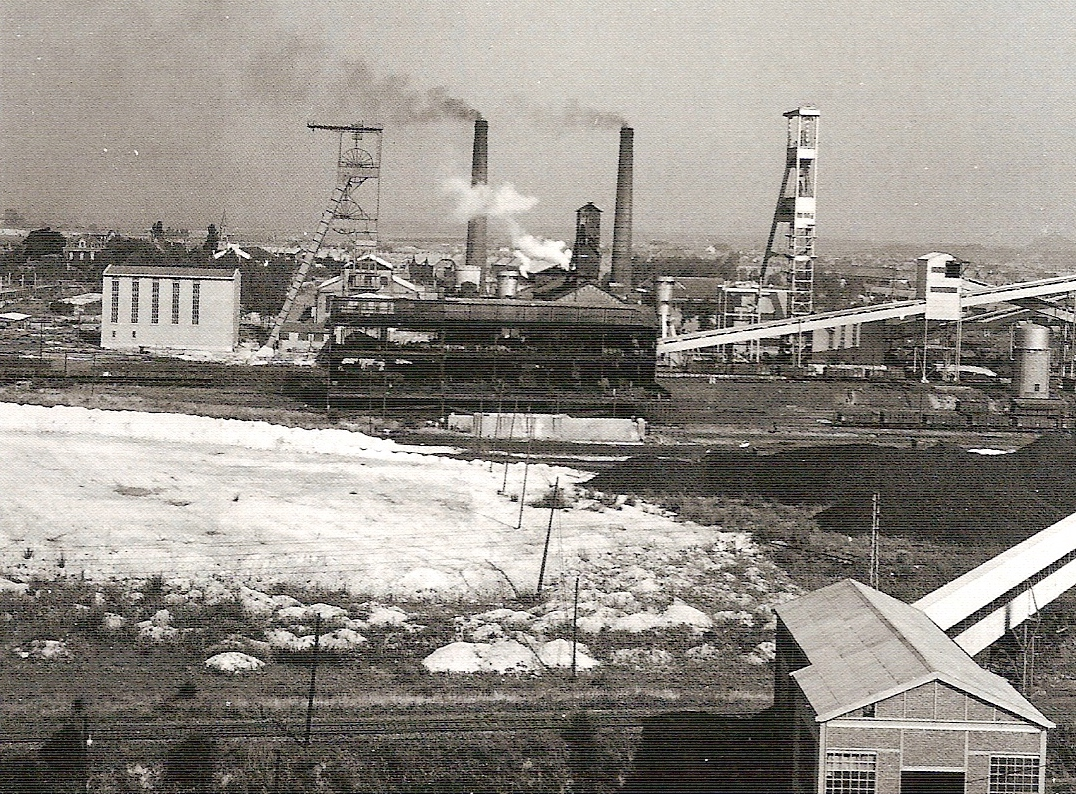
De gauche à droite : le 6 bis, le vieux 6 et le 6 ter.

Les travaux de fonçage du puits no 6 bis débutent le 5 avril 1909, ceux du puits no 6 le 9 septembre de la même année. La fosse, productive à partir de 1913 est sise sur le territoire d'Haillicourt. Le puits no 6 ter est ajouté en 1915, il est destiné à l'aérage, et ne possède pas de chevalement.
Les puits nos 6, 6 bis et 6 ter, respectivement profonds de 1 076, 1 040 et 1 050 mètres sont remblayés en 1982, et les chevalements détruits en 1988 - 1989. Les têtes des puits nos 6, 6 bis et 6 ter sont matérialisées, ce qui permet leur surveillance par le BRGM.

### Fosseno7- 7 bis
Puits no 7
50° 27′ 43″ N, 2° 33′ 03″ E
1919 - 1980
Puits no 7 bis
50° 27′ 46″ N, 2° 33′ 01″ E
1907 - 1973

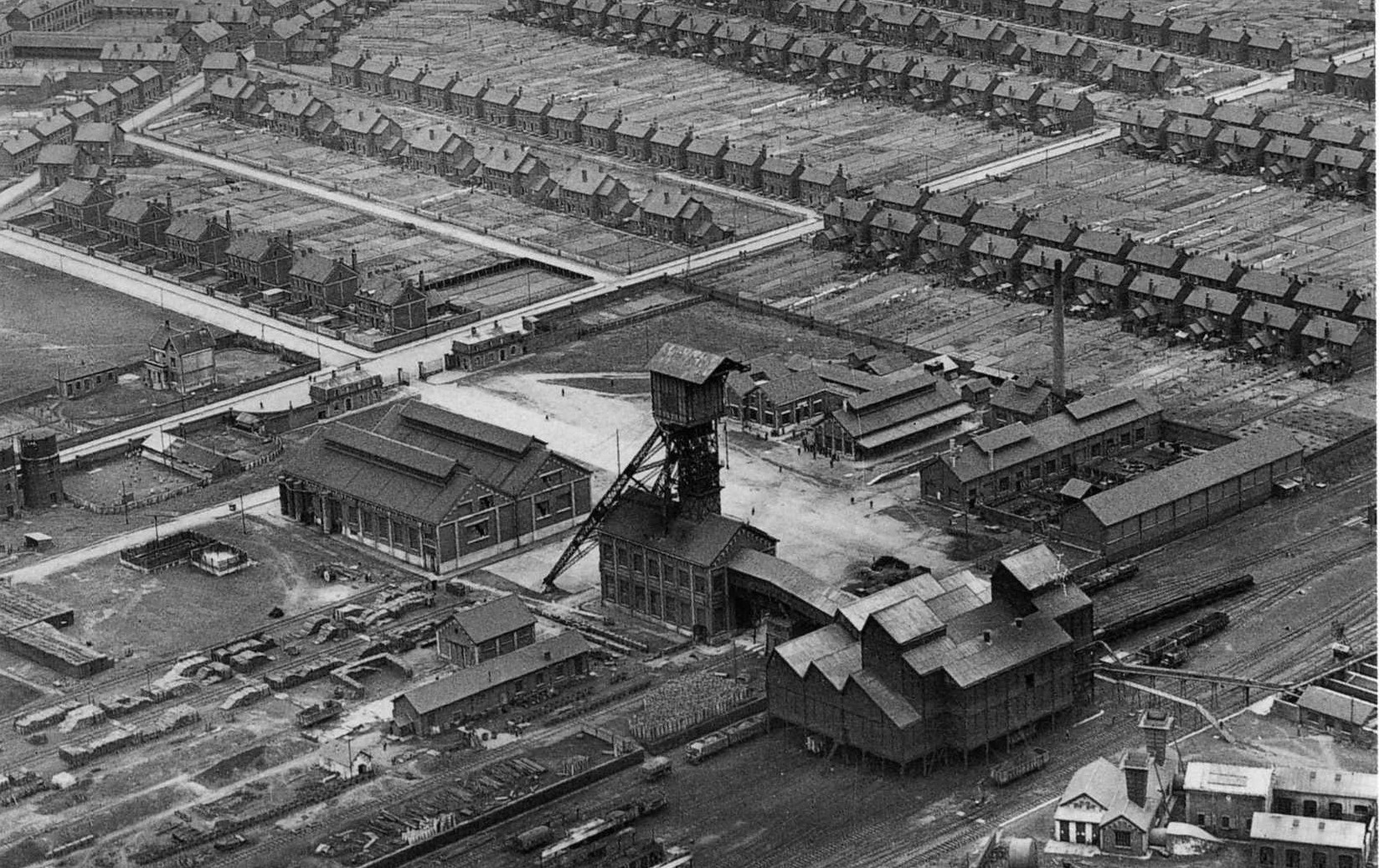
Vue aérienne de la fosse no 7 en 1935.

Le puits de retour d'air no 7 bis est entrepris à partir du 28 août 1907 à Houdain. Son diamètre est de cinq mètres, et sa profondeur de 869 mètres. Les travaux du puits no 7 débutent le 15 décembre 1919. Son diamètre est de 6,30 mètres, et sa profondeur de mille mètres. L'exploitation débute en 1929. Le puits no 7 bis ne possède pas de chevalement, en revanche, celui du puits no 7, construit en 1925, a pour particularité de posséder quatre molettes situées au même niveau.
Le puits no 7 bis, profond de 879 mètres, est remblayé en avril 1973. Le puits no 7 reste fonctionnel jusqu'en 1979, date à laquelle ferme la fosse no 6 - 6 bis - 6 ter. Il effectue ensuite la remonte du matériel. Ses 1 059 mètres sont finalement remblayés en 1980. Son chevalement est démoli en juin 1981. Les têtes des puits nos 7 et 7 bis sont matérialisées, ce qui permet leur surveillance par le BRGM.

## Les usines
- La centrale de Labuissière, brûlant quotidiennement 1 200 tonnes de charbons invendables.
- Carbolux, qui produit un coke de synthèse pour le chauffage domestique et ses usines chimiques.
- Le Mélangeur, c'était une usine qui produisait un produit issu de différentes catégories de charbon.
- Le lavoir de la fosse no 3.
- Le lavoir de la fosse no 5.
- Le lavoir de la fosse no 6.
- Le lavoir de Chocques.

## Le réseau ferré
Les fosses étaient toutes reliées entre elles afin d'exporter le charbon. Il y avait aussi :
- Le dépôt central des locomotives avec sa rotonde.
- Le triage central de Fouquereuil.
- Le garage central qui permettait d'expédier et de recevoir les produits par la gare de Bruay.
- Le rivage de Béthune, les produits des fosses et des usines y arrivaient par rail, puis étaient déchargés et finalement transportés par péniche. En 1964, Le Groupe d'Auchel-Bruay expédiait 1 800 tonnes quotidiennement par voie d'eau.